# 重田優平
重田 優平（しげた ゆうへい、1991年9月6日 - ）は日本のラジオパーソナリティ、ナレーター、MCである。
神奈川県横浜市出身。株式会社F-FactoryJapan所属。

## 担当番組

### ラジオ
終了
- 2016年4月 - 2017年3月　FM FUJI 「MUSIC WIRE」
- 2016年10月 - 2017年3月 エフエム横浜「W・A・N・T」
- 2017年7月 - 9月 エフエム愛知「重田優平とマイちゃん・アミちゃんの華金だでよ」」
- 2017年4月 - 2020年3月 FM愛知「NEXT JAM」
- 2018年10月 -不明 エフエム愛知「安城電機 presents Hi-voltage！」
- 2018年7月 -不明 ＠FM「ＮＡＧＯＹＡ　ＧＲＯＯＶＩＮ’ＳＵＭＭＥＲ２０１８」
- 2018年5月 - ＠FM(読み:アットエフエム 現在:エフエム愛知)「大須アメ横　presents オスラバ」※現在は 高橋萌(同じくエフエム愛知のパーソナリティ)が担当
- 2017年12月 -不明 ＠FM「＠FM 47th ANNIVERSARY SPECIAL PROGRAM」

放送中
- 2017年7月 -  エフエム愛知「ATSUMI MOTORS Do You Know RADIO？」
- 2020年4月 - エフエム愛知 ONE MORNING AICHI 木曜日・金曜日
- 2020年4月 - エフエム愛知 ONE MORNING SATURDAY

## その他

### Web CMナレーション
- 2016年7月 OZROSAURUS - 045 BB
- 2015年8月 株式会社ミスミ
- 2015年7月 スカルプシャンプー「haru」

### イベントMC
- 2020年2月 アニゲーフェスin名古屋 MC
- 2020年2月 でらロックフェスティバル2020 司会
- 2018年8月 Nagoya POP UP ARTIST
- 2017年8月 Nagoya POP UP ARTIST
- 2017年7月 FREEDOM NAGOYA 2017